# Леслі Буткевіч
Леслі Буткевіч (нар. 26 травня 1982) — колишня бельгійська тенісистка.
Найвищу одиночну позицію світового рейтингу — 341 місце досягла 10 червня 2002, парну — 224 місце — 17 лютого 2003 року.
Здобула 9 одиночних та 15 парних титулів туру ITF.

## Фінали ITF
| турніри $25,000 |
| турніри $10,000 |

### Одиночний розряд: 10 (9–1)
| Результат | Ранг | Дата              | Турнір                            | Покриття   | Суперниця          | Рахунок            |
| --------- | ---- | ----------------- | --------------------------------- | ---------- | ------------------ | ------------------ |
| Перемога  | 1.   | 17 червня 2001    | ITF Ралте, Нідерланди             | Ґрунт      | Анаук Стерн        | 5–7, 6–3, 6–2      |
| Перемога  | 2.   | 19 серпня 2002    | ITF Вестенде, Бельгія             | Тверде     | Віржині Піше       | 6–4, 6–3           |
| Перемога  | 3.   | 1 вересня 2002    | ITF Алфен-ан-ден-Рейн, Нідерланди | Ґрунт      | Димана Крастевич   | 6–3, 6–3           |
| Перемога  | 4.   | 14 липня 2003     | ITF Брюссель, Бельгія             | Ґрунт      | Деббріх Фейс       | 4–6, 6–4, 6–1      |
| Перемога  | 5.   | 19 липня 2004     | ITF Звевегем, Бельгія             | Ґрунт      | Катерина Кір'янова | 6–3, 6–1           |
| Перемога  | 6.   | 16 серпня 2004    | ITF Вестенде, Бельгія             | Тверде     | Емма Лайне         | 7–6(7–4), 7–6(7–4) |
| Перемога  | 7.   | 3 жовтня 2004     | ITF Нант, Франція                 | Тверде (i) | Ріта Куті-Кіш      | 6–2, 6–1           |
| Перемога  | 8.   | 16 липня 2005     | ITF Брюссель, Бельгія             | Ґрунт      | Клер де Губернатіс | 5–7, 6–1, 6–4      |
| Перемога  | 9.   | 13 листопада 2005 | ITF Гавр, Франція                 | Ґрунт (i)  | Емілі Баке         | 7–5, 6–3           |
| Поразка   | 10.  | 15 липня 2007     | ITF Брюссель, Бельгія             | Ґрунт      | Наталі Мон         | 4–6, 6–7(6–8)      |

### Парний розряд: 30 (15–15)
| Результат | Ранг | Дата              | Турнір                            | Покриття   | Партнерка        | Суперниці                                | Рахунок                 |
| --------- | ---- | ----------------- | --------------------------------- | ---------- | ---------------- | ---------------------------------------- | ----------------------- |
| Перемога  | 1.   | 14 серпня 2000    | ITF Коксейде, Бельгія             | Ґрунт      | Ленка Снайдрова  | Маріон Бартолі Кармен Кахо               | 6–3, 6–4                |
| Перемога  | 2.   | 23 вересня 2001   | ITF Глазго, Велика Британія       | Тверде (i) | Патті ван Аккер  | Гелена Еєсон Ева Ербова                  | 6–2, 6–2                |
| Поразка   | 3.   | 11 листопада 2001 | ITF Вільнав-д'Орнон, Франція      | Ґрунт (i)  | Кароліне Мас     | Даніела Олівера Наташа Рандріантефі      | 4–6, 2–6                |
| Поразка   | 4.   | 24 березня 2002   | ITF Шоле, Франція                 | Ґрунт      | Патті ван Аккер  | Кароліне Мас Габріела Навратілова        | 1–4 ret.                |
| Поразка   | 5.   | 17 червня 2002    | ITF Ленцергайде, Швейцарія        | Ґрунт      | Патті ван Аккер  | Ніколь Сьюелл Саманта Стосур             | 4–6, 3–6                |
| Перемога  | 6.   | 30 червня 2002    | ITF Фонтанафредда, Італія         | Ґрунт      | Патті ван Аккер  | Сусанне Трік Крістен ван Елден           | 7–5, 6–3                |
| Поразка   | 7.   | 5 серпня 2002     | ITF Ребек, Бельгія                | Ґрунт      | Тессі ван де Вен | Елке Клейстерс Джеслін Г'юїтт            | 6–3, 3–6, 4–6           |
| Перемога  | 8.   | 18 серпня 2002    | ITF Вестенде, Бельгія             | Ґрунт      | Ніколь Кріз      | Валерія Бондаренко Кдіта Ляховічюте      | 6–1, 7–6(4–7)           |
| Поразка   | 9.   | 20 січня 2003     | ITF Гренобль, Франція             | Тверде (i) | Кім Кілсдонк     | Северін Бремон Бельтрам Амандін Дюлон    | 7–5, 6–7(2–7), 6–7(4–7) |
| Поразка   | 10.  | 18 лютого 2003    | ITF Бухен, Німеччина              | Килим (i)  | Кім Кілсдонк     | Магда Міхалаке Зіна Шрайбер              | 2–6, 3–6                |
| Перемога  | 11.  | 15 червня 2003    | ITF Кане-ан-Руссійон, Франція     | Ґрунт      | Евелін Ваніфте   | Софі Ерр Орелі Веді                      | 4–6, 6–3, 6–4           |
| Перемога  | 12.  | 23 червня 2003    | ITF Алкмар, Нідерланди            | Ґрунт      | Кім Кілсдонк     | Марієль Гоґланд Йоланда Менс             | 6–1, 6–4                |
| Перемога  | 13.  | 14 липня 2003     | ITF Брюссель, Бельгія             | Ґрунт      | Ленка Снайдрова  | Деббріх Фейс Джессі де Вріс              | 6–3, 6–1                |
| Поразка   | 14.  | 21 липня 2003     | ITF Горб, Німеччина               | Ґрунт      | Кім Кілсдонк     | Марія Кондратьєва Шеллі Стефенс          | 3–6, 6–3, 3–6           |
| Поразка   | 15.  | 04 серпня 2003    | ITF Ребек, Бельгія                | Ґрунт      | Кім Кілсдонк     | Анн-Лор Ейтц Амандін Сенля               | 6–0, 6–7(3–7), 5–7      |
| Перемога  | 16.  | 24 серпня 2003    | ITF Мідделкерке, Бельгія          | Ґрунт      | Кім Кілсдонк     | Іпек Шенолу Евелін Ваніфте               | 6–4, 6–2                |
| Поразка   | 17.  | 12 жовтня 2003    | ITF Жуе-ле-Тур, Франція           | Тверде (i) | Кароліне Мас     | Ліга Декмеєре Б'янка Ламаде              | 1–6, 2–6                |
| Перемога  | 18.  | 16 листопада 2003 | ITF Гавр, Франція                 | Ґрунт (i)  | Евелін Ваніфте   | Мартіна Бабакова Моніка Шнейдер          | 6–2, 2–2 ret.           |
| Поразка   | 19.  | 18 липня 2004     | ITF Брюссель, Бельгія             | Ґрунт      | Евелін Ваніфте   | Зузана Черна Ева Грдінова                | 6–7(3–7), 6–7(5–7)      |
| Поразка   | 20.  | 25 липня 2004     | ITF Звевегем, Бельгія             | Ґрунт      | Шеллі Стефенс    | Зузана Черна Анета Сукап                 | 3–6, 2–6                |
| Перемога  | 21.  | 9 серпня 2004     | ITF Коксейде, Бельгія             | Ґрунт      | Шеллі Стефенс    | Джессі де Вріс Деббріх Фейс              | 6–2, 7–5                |
| Перемога  | 22.  | 29 серпня 2004    | ITF Алфен-ан-ден-Рейн, Нідерланди | Ґрунт      | Евелін Ваніфте   | Даніела Клеменшиц Сандра Клеменшиц       | 7–5, 6–3                |
| Поразка   | 23.  | 12 липня 2005     | ITF Брюссель, Бельгія             | Ґрунт      | Кароліне Мас     | Івета Герлова Кармен Клашка              | 5–7, 2–6                |
| Перемога  | 24.  | 24 липня 2005     | ITF Звевегем, Бельгія             | Ґрунт      | Кароліне Мас     | Петра Цетковська Габріела Веласко Андреу | 6–3, 6–2                |
| Перемога  | 25.  | 14 серпня 2005    | ITF Ребек, Бельгія                | Ґрунт      | Джессі де Вріс   | Кім Кілсдонк Неда Козич                  | w/o                     |
| Перемога  | 26.  | 28 серпня 2005    | ITF Вестенде, Бельгія             | Тверде     | Евелін Ваніфте   | Клер де Губернатіс Анна Фонт Естрада     | 6–4, 6–2                |
| Перемога  | 27.  | 22 липня 2006     | ITF Звевегем, Бельгія             | Ґрунт      | Кароліне Мас     | Ольга Брозда Наталія Колат               | 6–2, 6–2                |
| Поразка   | 28.  | 27 серпня 2006    | ITF Вестенде, Бельгія             | Тверде     | Емілі Баке       | Селін Каттанео Клер де Губернатіс        | 6–7(4–7), 3–6           |
| Поразка   | 29.  | 26 серпня 2006    | ITF Алфен-ан-ден-Рейн, Нідерланди | Ґрунт      | Кароліне Мас     | Андрея Клепач Даниця Крстаїч             | 2–6, 6–7                |
| Поразка   | 30.  | 24 серпня 2007    | ITF Вестенде, Бельгія             | Тверде     | Катаріна Браун   | Клер де Губернатіс Саманта Шеффель       | 6–4, 2–6, 2–6           |